# Västra Å
Västra Å var till 2018 en småort i Askersunds kommun i Örebro län, belägen i Lerbäcks socken väster om Åsbro. I Västra Å fanns fram till 1997 behandlingshemmet Åsbrohemmet. SCB använder namnet Åsbrohemmet på småorten. Vid avgränsningen 2018 hade bebyggelsen växt ihop med Åsbro och avregistrerades då som småort